# Aleksandyr Tasew
Aleksandyr Tasew (bułg. Александър Тасев, ur. 22 października 1961 – zm. 14 maja 2007) – bułgarski handlowiec, największy eksporter czereśni w kraju, ponadto zajmował się przemysłem energetycznym, oraz importem paliw. Był właścicielem klubu piłkarskiego Łokomotiw Płowdiw.
Został zamordowany 14 maja 2007, w podsofijskiej dzielnicy willowej Bojana. Tasew otrzymał dwa strzały w głowę. Było to drugie w ciągu czterech dni, głośne morderstwo na zlecenie popełnione w Bułgarii. 10 maja, zamordowano Dymityra Jankowa.